# Великий Ґлокнер
Великий Ґлокнер (нім. Großglockner, словен. Veliki Klek) або просто Ґлокнер,  — найвища гора Австрії, 3798 м. Розташована на кордоні Каринтії і Східного Тіролю. Пірамідальна гора фактично складається з двох вершин: Великого Ґлокнера та Кляйнглокнера (3770 м), що розділені сідлоподібною структурою, відомою як Ґлокнешарте. Біля її підніжжя розташований найбільший льодовик Австрії — Пастерце.
Вперше була підкорена 28 липня 1800 року Мартіном Райхером (нім. Martin Reicher), Матіасом Гаутцендорфером (нім. Mathias Hautzendorfer) і ще трьома альпіністами.

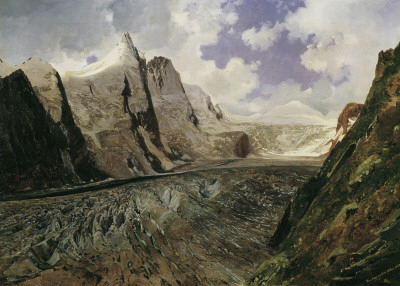
Ґросґлокнер і Пастерце. Томас Ендер

Околиці вельми мальовничі. У районі гори розташована екскурсійна панорамна високогірна дорога Ґросґлокнер.
До 1918 року гора була у приватній власності, а наразі належить Австрійському альпійському співтовариству (нім. Österreichischer Alpenverein).